# اریک ریدر
اریک ریدر (انگلیسی: Eric Ridder; ۱ ژوئیهٔ ۱۹۱۸ – ۲۳ ژوئیهٔ ۱۹۹۶) قایقران قایق بادبانی اهل ایالات متحده آمریکا بود.